# Conus moolenbeeki
Espèce
Conus moolenbeeki est une espèce de mollusques gastéropodes marins de la famille des Conidae.
Comme toutes les espèces du genre Conus, ces escargots sont prédateurs et venimeux. Ils sont capables de « piquer » les humains et doivent donc être manipulés avec précaution, voire pas du tout.

## Description
La taille de la coquille varie entre 24 mm et 37 mm.

## Distribution
Cette espèce marine est présente au large des Philippines et de l'Indonésie.

## Taxonomie

### Publication originale
L'espèce Conus moolenbeeki a été décrite pour la première fois en 2011 par le malacologiste britannique Robin Michael Filmer dans « Visaya »,.

### Synonymes
- Conus (Phasmoconus) moolenbeeki Filmer, 2011 · appellation alternative
- Graphiconus moolenbeeki (Filmer, 2011) · non accepté